# Jeffrey Hazard
Jeffrey Hazard (* 1762; † 5. Dezember 1840) war ein US-amerikanischer Jurist und Politiker. Zwischen 1833 und 1835 sowie nochmals in den Jahren 1836 und 1837 war er Vizegouverneur des Bundesstaates Rhode Island.

## Werdegang
Die Quellenlage über Jeffrey Hazard ist sehr schlecht. Er muss Jura studiert haben, weil er später als Richter fungierte. Über viele Jahre saß er als Abgeordneter im Repräsentantenhaus von Rhode Island. Außerdem war er Vorsitzender Richter am Berufungsgericht seines Staates. Zwischen 1810 und 1818 war er Richter am Rhode Island Supreme Court. Seine politische Parteizugehörigkeit wird in den Quellen nicht angegeben. Von 1833 bis 1835 war er an der Seite von John Brown Francis Vizegouverneur von Rhodes Island. Dabei war er Stellvertreter des Gouverneurs und Vorsitzender des Staatssenats. Dieses Amt bekleidete er in den Jahren 1836 und 1837 erneut, ebenfalls unter Gouverneur Francis. Nach seiner Zeit als Vizegouverneur ist er politisch nicht mehr in Erscheinung getreten.  Er starb am 5. Dezember 1840 und wurde in Exeter, wo er lange gewohnt hatte, beigesetzt.